# Битва під Лоєвом (1649)
Би́тва під Лоєвом (31 липня 1649) — одна з битв під час Визвольної війни українського народу, в ході якої козацькі полки зупинили на Поліссі війська литовського великого гетьмана Януша Радзівілла, які одночасно з наступом польських військ на Волинь прагнули захопити Київ.

## Передумови
У квітні 1649 р. під час очищення українських земель від іноземного панування і формування території української гетьманської держави сіверський полковник Мартин Небаба зайняв Гомель, а чернігівський полковник Степан Пободайло — Любеч і Лоєв. Частина місцевого білоруського населення активно підтримала козацький рух і приєдналася до повстанських загонів. В той же час інша частина жителів поставилися до них негативно і, підтримавши поляків, розпочала боротьбу.
Взимку 1648—1649 рр. армія ВКЛ на чолі із польним литовським гетьманом Янушем Радзивіллом перейшла в контрнаступ. З кінця травня литовські війська різко активізували бойові операції в Білорусі проти повстанців і козацьких загонів. З метою зупинити наступ супротивника чернігівський полковник Я. Кішка заборонив постачати провіант військам ВКЛ з Любеча та Лоєва. А 3 квітня на прохання міщан до Гомеля вступили українські війська полковника М. Небаби.
Наприкінці червня у зв'язку з наближенням вирішальних подій, які призвели до битви під Зборовом, Януш Радзивілл з Вінцентом Корвіном-Госевским отримали наказ вдарити на Київ. Він зосередив своє військо чисельністю 7.301 осіб (822 гусара, 1660 драгунів, 2009 панцерних козаків, 1500 німецької піхоти і 700 гайдуків) у районі Річиці і звідси, як з базового табору, розпочав бойові дії проти сотень Чернігівського і Сіверського козацьких полків, а також селянських повстанських загонів, що діяли на правобережній Білорусі.
Богдан Хмельницький, розуміючи, що можливість об'єднання армії Радзивілла із основними силами Польського королівства становить смертельну небезпеку, направив сюди київського полковника Михайла Кричевського з завданням не допустити прориву литовців в Україну та їхнього виходу в тил українського війська. Для воєнних дій проти литовського війська у районі Чорнобиля зосередилися Київський, Овруцький і Любартовський полки; наказним гетьманом цього війська був призначений київський полковник і «права рука» Хмельницького Михайло Кричевський; йому були підпорядковані також Чернігівський і Сіверський полки.
Козацький ватажок розіслав «в околиці Чернігова і Стародуба гінців з універсалами, що закликали тамошнє населення до повстання». Загальна чисельність козацького з'єднання становила близько 20 тисяч чоловік, але вона продовжувала зростати за рахунок повсталих селян. У разі успіху українська армія могла розвинути наступ на Полоцьк та Вільно. Однак, через брак часу наказний гетьман був змушений повести своє військо не відкрити шляхами, а уздовж Дніпра.
Переправившись через Прип'ять неподалік Мозиря, Михайло Кричевський рушив на північ в напрямку до литовського війська. У районі Лоєва знаходилась переправа через Дніпро. З лівого берега її прикривав Чернігівський полк (5 тис. чол.) на чолі з С. Пободайлом.

## Хід битви

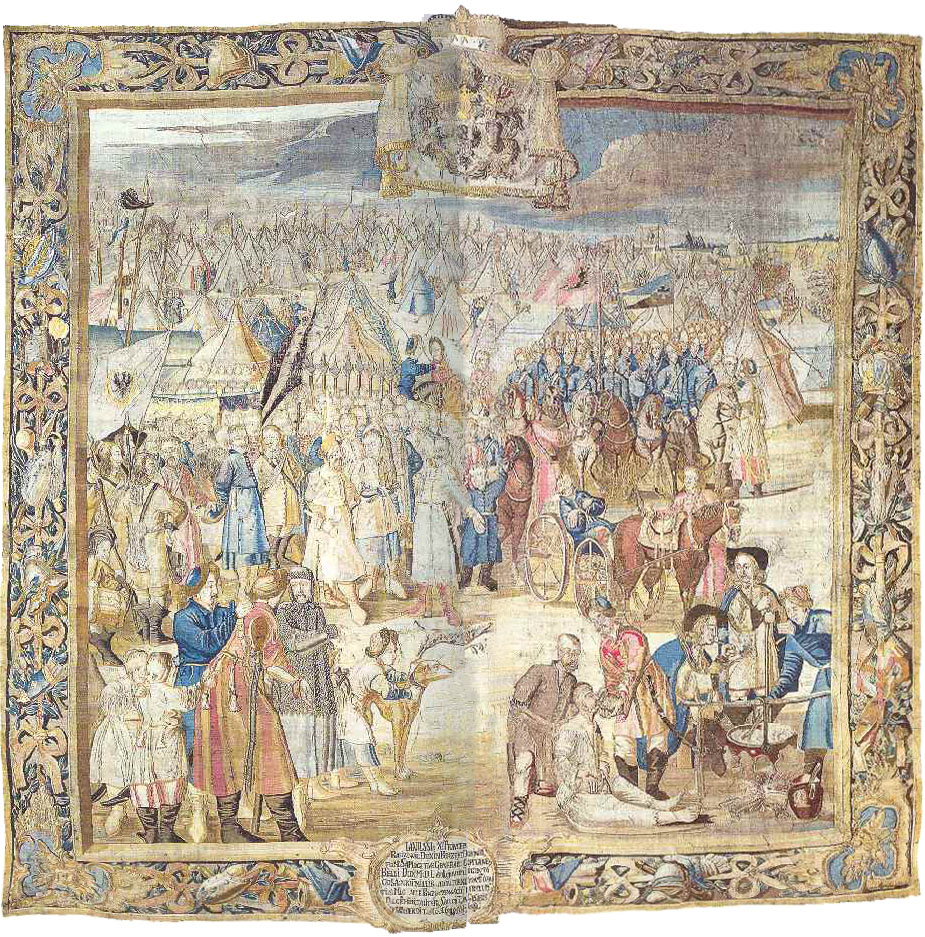
Після Битви під Лоєвом із Габелена 18 століття

Опівдні 31 липня 1649 р. до литовського табору під Лоєвом підійшов авангард української армії, очолюваної Михайлом Кричевським, і розпочав штурм ворожих позицій. У розпал бою загін литовської кінноти, що повертався з розвідки, навально атакував українське військо з тилу, розірвавши козацький возовий табір. Ця частина української армії, не виконавши до кінця свого завдання, була розгромлена. Із запізненням С. Пободайло почав переправлятися на правий берег на допомогу українському авангарду, але Радзивілл навальними атаками своєї кінноти скинув його полк у Дніпро і фактично розстріляв у воді литовською піхотою. Сіверський полк М. Небаби, що рухався на допомогу авангарду української армії з півночі по правому берегу Дніпра, маючи сильну артилерію, теж був раптово атакований литовською кіннотою і розгромлений. Коли Михайло Кричевський прибув у другій половині дня 31 липня під Лоєв з головними силами, поразка йому була вже забезпечена. Розташував свій табір біля литовського, він вступив у бій, який точився до темної ночі і завершився поразкою української армії. У бою загинуло до 10 тис. козаків і селян. Решта козаків відступила до свого табору в лісі, де відчайдушно боронилася. Після двогодинного штурму Радзивілл дав відбій. А вночі обложені вислизнули з оточення. Коли вранці жовніри увійшли в порожній табір, вони знайшли на ношах тяжко пораненого Михайла Кричевського: полковник, усвідомлюючи свої прорахунки і провину за загибель своїх військ, наказав залишити себе у лісі.

## Наслідки
У результаті вдалого розбиття війська козаків по частинам, Я. Радзівіллу вдалося отримати перемогу. Литовська армія повернула собі контроль над Лоєвом. Я. Радзівілл, втративши в боях 6 тис. своїх воїнів і витративши майже всі боєприпаси, не зміг продовжити наступ на Київ.